# Kiron Kher
Pour les articles homonymes, voir Kher.
Kiron Kher, ou Kirron Kher, est une actrice indienne, née le 14 juin 1952 à Mumbai. Elle est active à la fois au théâtre, au cinéma et à la télévision. Elle est aussi styliste.

## Biographie
Kiron Kher est née le 14 juin 1952 à Mumbai de parents sikhs et a grandi à Chandigarh. Elle y a suivi sa scolarité jusqu’à l’université. Son nom de naissance est Kiran Thakar Singh. En 2003, elle a changé son nom Kiron en Kirron à la suite de croyances en numérologie. Elle a une sœur, Arjuna Kanwal Thakar Singh, et un frère, Amardeep Singh, peintre qui est décédé en 2003.
Elle s’est marié avec l’acteur et homme d’affaires Gautam Berry avec lequel elle a eu un fils, Sikandar Kher (en). À la suite de son divorce en 1985, elle s’est remariée avec l’acteur indien Anupam Kher qu’elle avait rencontré en 1974 dans l’enceinte du Department of Indian Theatre à Chandigarh. Alors qu’Anupam Kher se rendait à Delhi et entrait à la National School of Drama (NSD), Kiron allait à Bombay où elle épousa son premier mari à la suite de leur rencontre lors d’une pièce intitulée Chanadpuri Ki Champabai. Ils dirigent ensemble aujourd’hui une maison de production.

## Carrière
Kiron Kher a tourné dans son premier film, Aasra Pyar Da, en 1983 et a été acclamée par la critique. À la suite de son divorce, elle a fait une pause dans sa carrière pour élever son fils Sikander Kher mais travaillait cependant pour son second mari, Anupam Kher, comme costumière. En 1988, Kiron apparaît aux côtés de son mari dans le film Pestonjee. Elle effectue son retour au théâtre, avec la pièce Saalgirah écrite par Feroz Khan. 
Elle est apparue dans trois émissions de télévision : Purushkshetra sur Zee TV , Kiron Kher Today et Jagte Raho with Kiron Kher, avant de tourner des films de Bollywood où elle incarne des mères éplorées. 
Elle effectue son grand retour avec le film à succès de Shyam Benegal, Sardari Begum (en) (1996), qui a remporté le Special Jury Award (grand prix spécial du jury) au National Film Awards en 1997.
En 2000, elle a tourné dans le film bengali de Rituparno Ghosh, Bariwali, acclamé par la critique. Bien qu’elle ait remporté le National Film Awards pour la meilleure actrice dans ce film, un débat a été lancé car une actrice bengali, Rita Koiral, a prétendu qu’elle avait doublé le personnage de Kiron, demandant une récompense pour elle aussi. Mais Kiron nia les accusations affirmant qu’elle avait passé des heures à répéter ses dialogues. La récompense n’a pas été partagée. 
En 2002, elle joue dans Devdas (2002) aux côtés de Shahrukh Khan, Madhuri Dixit et Aishwarya Rai ; elle a été nommée lors des Filmfare Awards pour le meilleur second rôle féminin. 
Pour son rôle dans Eau dormante (2003), elle a remporté le prix de la meilleure actrice au Festival International du film de Locarno en Suisse, au Festival International du film de Karachi, tandis que le film lui-même remportait le prix du meilleur film Golden Leopard, Festival Grand Prize à Locarno. Lors du Festival indien du film à Los Angeles en 2004, Kiron Kher a été acclamée. 
En octobre 2004, elle apparaît de manière exceptionnelle aux côtés de son mari dans la série TV américaine Urgences où elle joue la mère de Parminder Nagra, dans l’épisode Damaged de la saison 11 d'Urgences (2004). En 2005, elle interprète le rôle de Sunanda dans la série Prratima sur Sahara One, elle joue également dans Dil Na Jaane Kyon (Zee TV), Isi Bahane et Chausath Panne. 
Bien que jouant majoritairement des seconds rôles, la liste de ses succès ne cesse de s’allonger avec Main Hoon Na (2004), Hum Tum (2004), Veer-Zaara (2004), Mangal Pandey: The Rising (2005), Fanaa (2006), Kabhi Alvida Naa Kehna (2006) et Rang De Basanti (2006). Pour ce dernier film, elle a été nommée pour la seconde fois de sa carrière lors des Filmfare Awards dans la catégorie meilleur second rôle féminin. 
En 2008, elle joue des rôles essentiellement comiques. La même année, elle tourne dans Singh Is Kinng, Saas bahu aur Sensex et Dostana.

## Filmographie
Actrice
- 1983 : Aasra Pyaar Da : Sheela
- 1983 : Yahan Se Shehar Ko Dekho
- 1988 : Pestonjee : Soona Mistry
- 1988 : Isi Bahane (1 Episode)
- 1996 : Sardari Begum : Sardari Begum
- 1996 : I... I... Yo... Mrs Chari! (Téléfilm)
- 1997 : Darmiyaan: In Between : Zeenat
- 1999 : Kanyadaan (1 Episode) : Raksha
- 1999 : Gubbare (1 Episode)
- 2000 : Bariwali : Banalata
- 2001 : Ehsaas: The Feeling : La mère de Sunil Shetty
- 2002 : Devdas : Sumitra Chakrabôrty
- 2002 : Karz: The Burden of Truth : Savitri Devi
- 2003 : Eau dormante : Ayesha Khan
- 2004 : Main Hoon Na : Madhu Sharma
- 2004 : Hum Tum : Parminder 'Bobby' Prakash
- 2004 : Veer-Zaara : Mariam Hayaat Khan
- 2004 : Urgences (1 Episode) : Madame Rasgotra
- 2005 : Mangal Pandey: The Rising : Lol Bibi
- 2005 : It Could Be You : Madame Dhillon
- 2006 : Rang De Basanti : Mitro
- 2006 : Fanaa : Nafisa Ali Beg
- 2006 : Kabhi Alvida Naa Kehna : Kamaljit 'Kamal' Saran
- 2006 : I See You : Madame Dutt
- 2007 : Om Shanti Om : Bela Makhija
- 2007 : Mummyji : La mère
- 2007 : Apne : Raavi B. Choudhary
- 2007 : Just Married: Marriage Was Only the Beginning ! : Shobha Chaturvedi
- 2008 : Singh Is Kinng : Rose Lady
- 2008 : Dostana : Seema Acharya
- 2008 : Saas Bahu Aur Sensex : Binita Sen
- 2009 : Kambakkht Ishq : Tante Dolly
- 2009 : Kurbaan : Nasreen Appa
- 2010 : Milenge Milenge : La voyante
- 2010 : Action Replayy : Bholi Devi
- 2010 : Alexander the Great
- 2011 : Mummy Punjabi: Superman Ki Bhi Maa!! : Baby R. Arora
- 2012 : Ajab Gazabb Love : Rashmi Grewal
- 2014 : Punjab 1984 : Satwant Kaur
- 2014 : Khoobsurat : Manju Chakravarty
- 2014 : Total Siyapaa : La mère d'Asha

Costumière
- 1993 : Parampara
- 1993 : Gumrah
- 1996 : PremGranth

## Voix françaises
- Frédérique Cantrel dans Devdas (2002)

## Récompenses
International Indian Film Academy Awards
- 2007 : nomination dans la catégorie Meilleure actrice dans un second rôle pour Rang De Basanti
- 2003 : prix du meilleur second rôle féminin dans Devdas

Filmfare Awards
- 2009 : nomination pour le meilleur second rôle féminin dans Dostana
- 2007 : nomination pour le meilleur second rôle féminin dans Rang De Basanti
- 2003 : nomination pour le meilleur second rôle féminin dans Devdas

Festival de Locarno 2003
- 2003: Léopard de bronze - Meilleure actrice dans Eau dormante

National Film Awards
- 2000: prix du Silver Lotus – Meilleure actrice dans Bariwali

Screen Weekly Awards
- 2005 : nomination pour le meilleur second rôle féminin dans Hum Tum
- 2003 : nomination pour le meilleur second rôle féminin dans Devdas

Zee Cine Awards
- 2005 : nomination pour la meilleure performance comique dans Hum Tum